# Barreiro Branco
Barreiro Branco é um dos 52 povoados integrantes do município brasileiro de Araci, estado da Bahia.

Localiza-se a 10.2 km da sede do município e a cerca de 221 km da capital Salvador (considerando o trajeto mais curto). Conta com uma população de aproximadamente 150 habitantes.